# Otto Matieson
Otto Matieson est un acteur d'origine danoise, né le 27 mars 1893 à Copenhague (Danemark), mort le 19 février 1932 à Safford (Arizona).
Il est parfois crédité Otto Matiesen ou Otto Mattiesen.

## Biographie
Émigré aux États-Unis comme son compatriote Jean Hersholt, il tourne sous sa direction son premier film américain, The Golden Trail (avec Jane Novak et le réalisateur), sorti en 1920. Suivent trente-trois autres films muets américains, le dernier étant Behind Closed Doors de Roy William Neill (avec Virginia Valli et Gaston Glass), sorti en 1929. Entretemps, citons Scaramouche de Rex Ingram (version de 1923, avec Ramón Novarro et Alice Terry), Sackcloth and Scarlet d'Henry King (1925, avec Alice Terry et Dorothy Sebastian), ou encore The Beloved Rogue d'Alan Crosland (1927, avec John Barrymore et Conrad Veidt).
Notons qu'il personnifie Napoléon Bonaparte dans trois films, Vanity Fair (en) d'Hugo Ballin (1923, avec Hobart Bosworth et George Walsh), The Lady of Victories de Roy William Neill (court métrage, 1928, avec Agnes Ayres et George Irving), et enfin Napoleon's Barber de John Ford (court métrage réputé perdu, 1928, avec Frank Reicher et Helen Ware), premier film parlant de l'acteur et du réalisateur.
Otto Matieson contribue à seulement douze autres films parlants, les trois derniers sortis en 1931, dont Beau Ideal d'Herbert Brenon (avec Ralph Forbes et Loretta Young) et Le Faucon maltais de Roy Del Ruth (version avec Bebe Daniels et Ricardo Cortez). En effet, il meurt prématurément début 1932, dans un accident de voiture.

## Filmographie partielle
- 1920 : The Golden Trail de Jean Hersholt et Lewis H. Moomaw : Dick Sunderlin
- 1922 : Un veinard (Money to Burn) de Rowland V. Lee : Comte Vecchi
- 1923 : The Dangerous Maid de Victor Heerman : Juge George Jeffreys
- 1923 : Scaramouche de Rex Ingram : Philippe de Vilmorin
- 1923 : Vanity Fair (en) d'Hugo Ballin : Napoléon
- 1924 : Revelation (en) de George D. Baker : Du Clos
- 1924 : Le Captain Blood d'Albert E. Smith et David Smith : Lord Jeffreys
- 1924 : Pour un collier de perles (Folly of Vanity) de Maurice Elvey et Henry Otto : Le français, dans la séquence moderne
- 1925 : The Happy Warrior de James S. Blackton : Egbert
- 1925 : Les Chasseurs de salut (The Salvation Hunters) de Josef von Sternberg : L'homme
- 1925 : Parisian Love de Louis J. Gasnier : Un meneur du gang des Apaches
- 1925 : Sackcloth and Scarlet d'Henry King : Étienne Fochard
- 1926 : La Danseuse Saina (Yellow Fingers) d'Emmett J. Flynn : Kario
- 1926 : The Silver Treasure (en) de Rowland V. Lee : Martin Decoud
- 1926 : Bride of the Storm (en) de James S. Blackton : Hans Kroon
- 1926 : Christine of the Big Tops (en) d'Archie Mayo : Hagan
- 1926 : Whispering Wires d'Albert Ray : Albert Norton
- 1926 : While London Sleeps d'Howard Bretherton : Un messager de Londres
- 1927 : Too Many Crooks de Fred C. Newmeyer : « Fast Hands » Foster
- 1927 : L'Étrange Aventure du vagabond poète (The Beloved Rogue) d'Alan Crosland : Olivier
- 1927 : Le Chevalier pirate (The Road to Romance) de John S. Robertson : Don Carlos
- 1927 : Surrender d'Edward Sloman : Joshua
- 1927 : Old San Francisco d'Alan Crosland

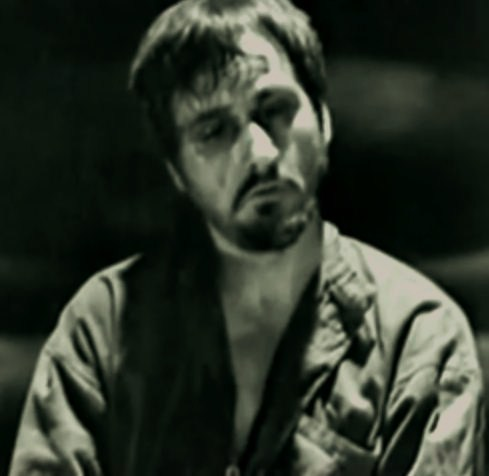
Dans Beau Ideal (1931)

- 1928 : The Lady of Victories de Roy William Neill : Napoléon
- 1928 : Le Dernier Moment (The Last Moment) de Paul Fejos : L'homme
- 1928 : La Fiancée du désert (The Desert Bride) de Walter Lang : Kassim Ben Ali
- 1928 : Napoleon's Barber de John Ford : Napoléon
- 1928 : La Femme de Moscou (The Woman from Moscow) de Ludwig Berger : Gretch Milner
- 1928 : The Scarlet Lady (en) d'Alan Crosland : Le valet
- 1929 : Behind Closed Doors de Roy William Neill : Max Randolph
- 1929 : The Show of Shows de John G. Adolfi : Interprète du numéro The Pirate
- 1929 : Prisoners (en) de William A. Seiter : Sebfi
- 1929 : Le Général Crack (General Crack) d'Alan Crosland : Colonel Gabor
- 1930 : Golden Dawn de Ray Enright : Capitaine Eric
- 1930 : Conspiracy de Christy Cabanne : James Morton / Marko
- 1930 : The Last of the Lone Wolf de Richard Boleslawski : Le premier ministre
- 1930 : A Soldier's Plaything de Michael Curtiz : Herman
- 1931 : Beau Ideal d'Herbert Brenon : Jacob Levine
- 1931 : Le Faucon maltais (The Maltese Falcon) de Roy Del Ruth : Dr Joel Cairo
- 1931 : Men of the Sky (en) d'Alfred E. Green : rôle non-spécifié